# Tempestade tropical Krovanh (2009)
A tempestade tropical Krovanh foi um ciclone tropical que ameaçou a costa leste do Japão no fim de agosto e início de setembro de 2009. Sendo o décimo sétimo ciclone tropical e a décima primeira tempestade tropical da temporada de tufões no Pacífico de 2009, Krovanh formou-se de uma área de perturbações meteorológicas a nordeste das Marianas Setentrionais em 28 de agosto. Com boas condições meteorológicas, o sistema se tornou uma tempestade tropical ainda naquele dia e evoluiu para uma tempestade tropical severa no dia seguinte. Krovanh continuou a se intensificar gradualmente, e atingiu seu pico de intensidade no início da madrugada (UTC) de 31 de agosto, com ventos máximos sustentados de 110 km/h, segundo a Agência Meteorológica do Japão (AMJ). Em análises pós-tempestades, o Joint Typhoon Warning Center (JTWC) determinou que os ventos máximos de Krovanh chegaram a 120 km/h, intensidade equivalente a um tufão de categoria 1. Logo em seguida, Krovanh começou a se enfraquecer rapidamente assim que começou a seguir para nordeste, seguindo paralelamente à costa leste do Japão e encontrando condições meteorológicas desfavoráveis. Em 1 de setembro, Krovanh se tornou um ciclone extratropical e tanto a AMJ quanto o JTWC emitiram seus avisos finais sobre o sistema.
Krovanh causou apenas pequenos danos na região de Kanto, leste do Japão. Os ventos fortes derrubaram algumas árvores e postes de transmissão de eletricidade. As fortes chuvas causaram apenas enchentes locais. Ao todo, os danos foram mínimos e pequenos acidentes relacionados à tempestade deixaram 5 feridos.

## História meteorológica

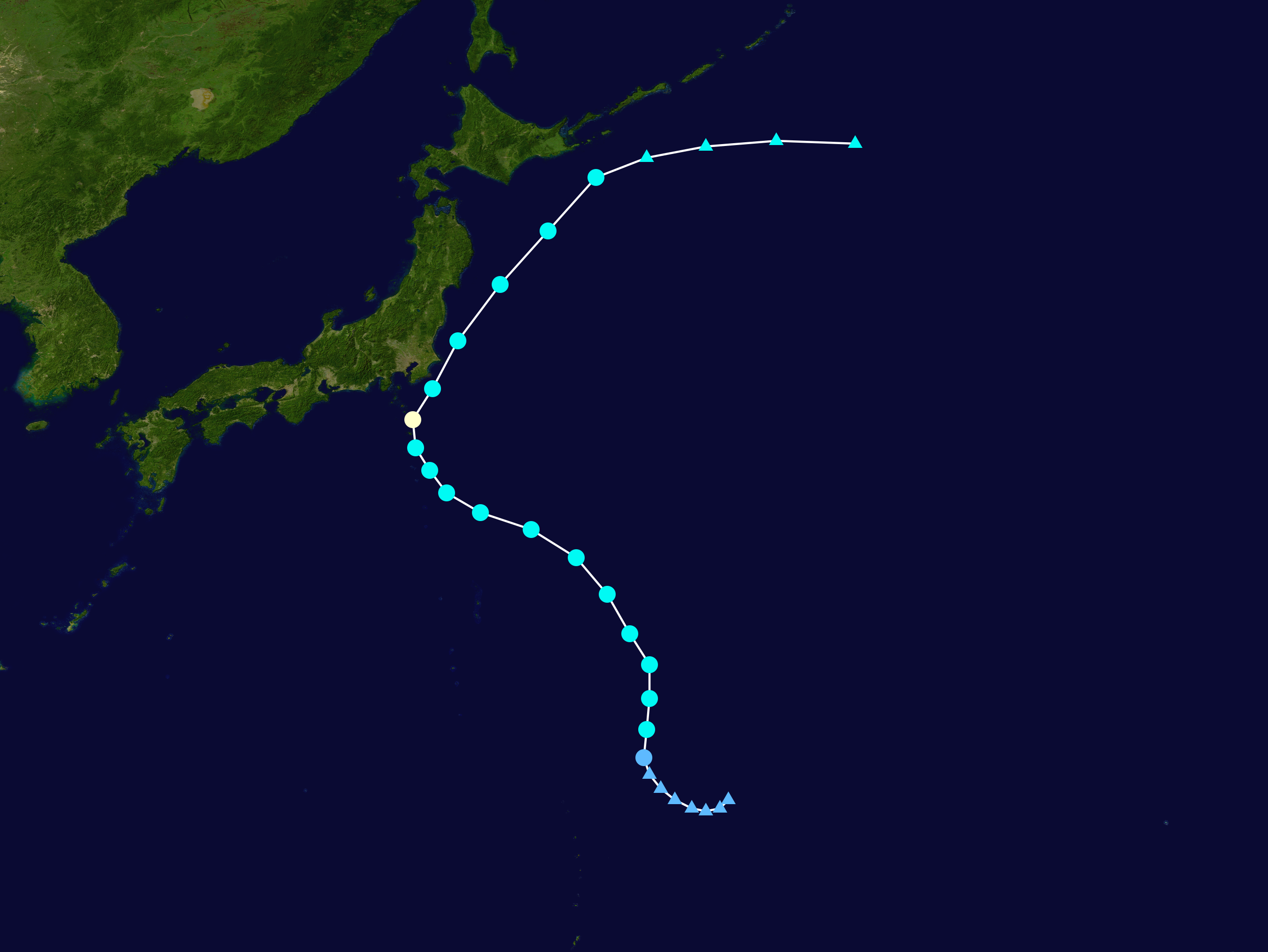
O caminho de Krovanh

A tempestade tropical severa Krovanh formou-se de uma área de perturbações meteorológicas a nordeste de Saipan, Ilhas Marianas do Norte, que começou a mostrar sinais de organização em 26 de agosto. Inicialmente, a pertubarção estava situada numa região com boas condições meteorológicas, com baixo cisalhamento do vento e situado sob um anticiclone de altos níveis, que provia bons fluxos de saída, proporcionando assim a formação de novas áreas de convecção profunda. Ainda naquele dia, a perturbação já exibia bandas curvadas de tempestade, demonstrando contínua organização. No dia seguinte, os fluxos de saída de altos níveis ficaram ainda mais estabelecidos com a formação de um cavado tropical de alta troposfera ao seu norte, pela passagem de outro cavado ao seu leste e pelos fortes ventos alísios ao seu sul. Além disso, as boas condições meteorológicas persistiram, juntamente com favoráveis temperaturas oceânicas. Com isso, novas áreas de convecção profunda se formaram, e a perturbação já apresentava organização suficiente para que o Joint Typhoon Warning Center (JTWC), órgão da Marinha dos Estados Unidos responsável pela monitoração de ciclones tropicais, emitisse um Alerta de Formação de Ciclone Tropical (AFCT), que significa que a perturbação poderia se tornar um ciclone tropical significativo dentro de um período de 12 a 24 horas, sobre o sistema durante a noite (UTC) de 27 de agosto. No início da madrugada (UTC) de 28 de agosto, a Agência Meteorológica do Japão (AMJ), agência designada pela Organização Meteorológica Mundial (ONN) para a monitoração de ciclones tropicais no Oceano Pacífico Noroeste, classificou o sistema para uma depressão tropical plena. Poucas horas depois, o JTWC também classificou o sistema para uma depressão tropical baseado na contínua consolidação do centro ciclônico de baixos níveis do sistema, e lhe atribuiu a designação 12W.

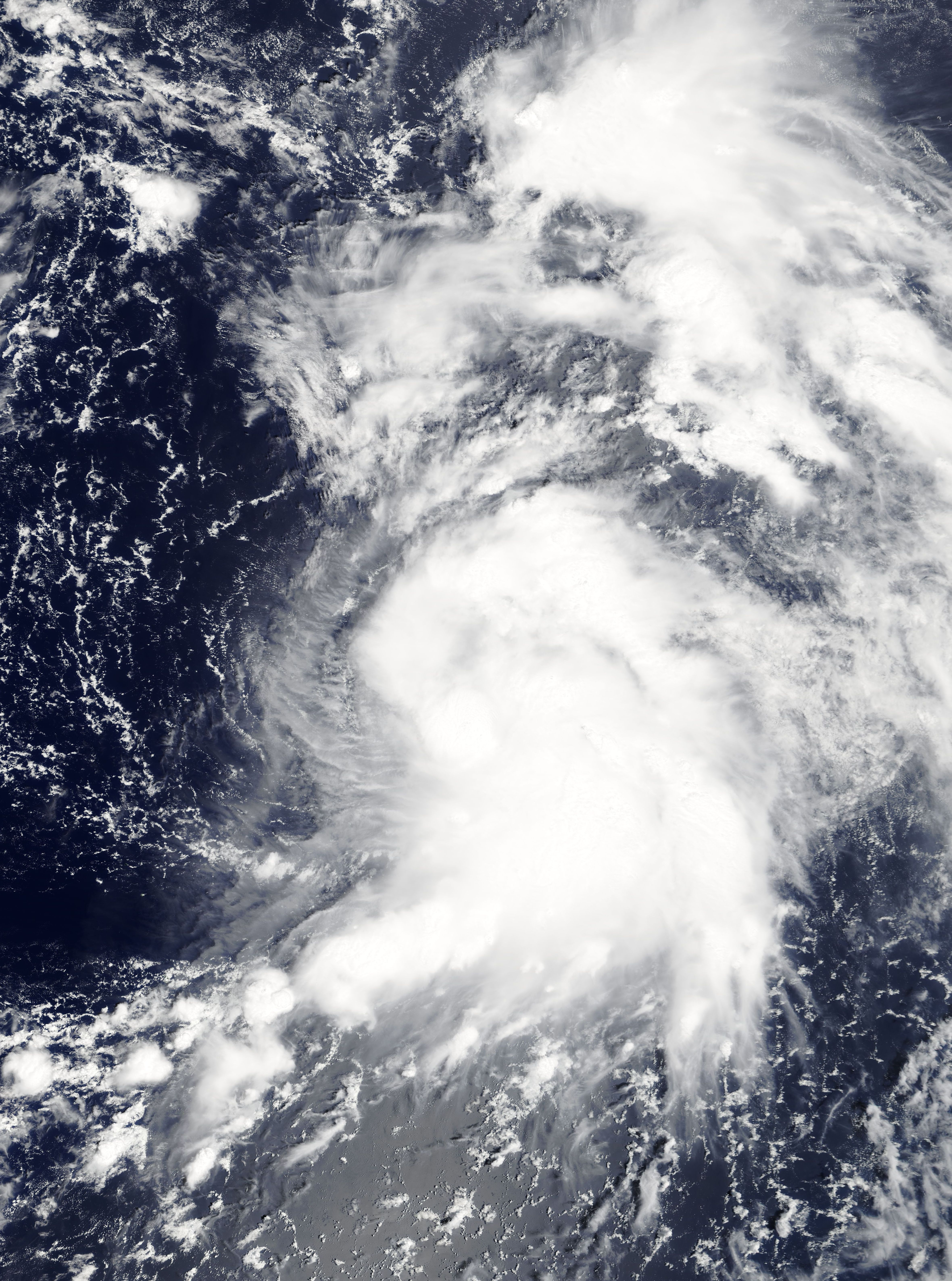
A tempestade tropical Krovanh em 28 de agosto

Seguindo inicialmente para norte-noroeste através da periferia sudoeste de uma alta subtropical, o sistema continuou a se intensificar gradualmente e o JTWC classificou o ciclone para uma tempestade tropical ainda naquela manhã (UTC), baseado na aplicação da técnica Dvorak em imagens de satélite. Poucas horas depois, a AMJ também classificou o sistema para uma tempestade tropical, atribuindo-lhe o nome "Krovanh", nome que foi submetido à lista de nomes de tufões pelo Camboja, e refere-se a uma espécie de árvore na língua khmer. A continua melhora dos fluxos de saída de altos níveis levou à formação de novas áreas de convecção profunda, intensificando gradualmente a tempestade como consequência. Porém, a tendência de intensificação de Krovanh foi interrompida brevemente na tarde de 29 de agosto, quando um cavado tropical de alta troposfera, que até então auxiliava no estabelecimento de fluxos de saída de Krovanh, e assim o intensificando, aproximou-se da tempestade e causou um pequeno aumento do cisalhamento do vento, causando a dissipação de boa parte das áreas de convecção profunda associadas à tempestade no seu quadrante sul. Poucas horas depois, Krovanh voltou a se intensificar lentamente, e no início da noite (UTC) de 29 de agosto, a AMJ classificou Krovanh para uma tempestade tropical severa. Krovanh continuou a se intensificar lentamente assim que seus fluxos de saída setentrionais voltaram a ficar mais estabelecidos pela presença do jato subtropical ao norte da tempestade. Em 30 de agosto, a tendência de intensificação de Krovanh foi novamente interrompida assim que a tempestade começou a encontrar condições meteorológicas ligeiramente mais hostis, dissipando algumas áreas de convecção associadas à tempestade. Porém, os fluxos de saída ainda estavam bem estabelecidos, e um olho mal definido formou-se no interior de suas áreas de convecção. No início da madrugada de 31 de agosto, Krovanh atingiu seu pico de intensidade, com ventos máximos sustentados de 110 km/h. O JTWC também informou operacionalmente que o pico de intensidade da tempestade também foi de 110 km/h, mas em análises pós-tempestade, foi determinado que Krovanh havia se tornando um tufão mínimo quando seus ventos máximos sustentados chegaram a 120 km/h naquele momento.
A partir de então, Krovanh começou a se enfraquecer assim que começou a seguir para norte-nordeste, seguindo paralelamente e estando apenas a alguns quilômetros da costa do Japão. A partir daquela tarde, a tendência de enfraquecimento de Krovanh se intensificou assim que a tempestade encontrou cisalhamento do vento forte associado ao jato subtropical e à zona baroclínica, uma região meteorológica com forte instabilidade atmosférica. A partir daquela noite, Krovanh começou a sofrer transição extratropical assim que a tempestade se interagia com a zona baroclínica. Naquele momento, o sistema já apresentava a formação de uma frente quente e outra fria, indicando que o sistema estava deixando de ser um ciclone tropical. Com isso, o JTWC emitiu seu aviso final sobre o sistema. Contudo, a AMJ ainda manteve Krovanh como um ciclone tropical, e o desclassificou para uma tempestade tropical no início da madrugada (UTC) de 1 de setembro. Mais tarde naquele dia, a AMJ também desclassificou Krovanh para um ciclone extratropical remanescente e também emitiu seu aviso final sobre o sistema.

## Preparativos e impactos
Devido à aproximação de Krovanh da costa do Japão houve o receio de que a tempestade pudesse interferir nas eleições gerais no Japão, que se realizou em 30 de agosto. O mau tempo provocado pela tempestade poderia impedir os votantes de saírem de suas residências, já que o voto não é obrigatório. Ainda naquele dia, a Agência Meteorológica do Japão (AMJ) emitiu alertas de chuvas e ventos fortes e intensa ressaca costeira para a região de Kanto, incluindo Tóquio.
Com a aproximação máxima de Krovanh da costa japonesa, os serviços de trem tiveram que ser suspensos em várias prefeituras. Além disso, vários voos tiveram que ser adiados ou cancelados, afetando mais de 2.400 pessoas, e a navegação na baía de Tóquio foi suspensa. Várias plataformas petrolíferas japonesas tiveram que diminuir ou paralisar suas produções com a retirada de seus funcionários para áreas mais seguras. Os fortes ventos provocados pela tempestade derrubaram várias árvores e outdoors. Além disso, a tempestade levou ao cancelamento de alguns eventos ao ar livre aos arredores de Tóquio. Ao todo, Krovanh deixou pelo menos cinco feridos em todo o Japão.